# هاگلر
هاگلر (به لاتین: Haglere) یک کوه در سوئیس است که در کانتون ابوالدن واقع شده‌است. هاگلر ۱٬۹۴۹ متر بالاتر از سطح دریا واقع شده‌است.